# لويد (سيارة)
Lloyd Motoren Werke Gmb H.لويد هي شركة تصنيع سيارات ألمانية، تم إنشاؤها في عام 1908 ومملوكة لشركة نورث جيرمن لويد للشحن. كان المصنع في بريمن. عملت الشركة تحت مجموعة متنوعة من الأسماء المختلفة على مدار العقود، ولكن منتجاتها كانت دائمًا تقريبًا تحمل شارة Lloyd marque. كانت الشركة في الأصل شركة مصنعة للسيارات الفاخرة، وقد تم دمجها في مجموعة بورجوارد في عام 1929، ولم تعد العلامة التجارية مستخدمة في سيارات الركاب حتى عام 1950. انتهى الإنتاج إلى الأبد في عام 1963، على الرغم من أن الشركة اللاحقة واصلت التداول حتى عام 1989، ببيع قطع الغيار وكذلك تصنيع المحركات لسيارات الثلج والقوارب.
لم يكن لمارك لويد الألماني أي صلة بشركة Lloyd Cars Ltd البريطانية النشطة بين عامي 1936 و1951.

## 1908-1937
كانت السيارات الأولى سيارات Kriéger الكهربائية المبنية بترخيص. اتبعت النماذج التي تعمل بالبنزين في عام 1908 بمحركات بسعة 3685 سي سي، ولكن تم صنع القليل منها. تم توظيف المهندس الكهربائي البلجيكي بول موساي لمدة أربع سنوات كرئيس مهندسين، حيث صمم كل من المحركات والمركبات الكهربائية. :78 في عام 1914، اندمجت الشركة مع هانزا لتصبح Hansa-Lloyd Werke AG. تم بيع معظم السيارات التي صنعتها الشركة الجديدة باسم هانزا مع اسم هانزا-لويد المرتبط بالمركبات التجارية فقط.
حتى عام 1937، تم استخدام علامة هانزا-لويد التجارية في عدد من المركبات التجارية (الشاحنات والحافلات)، من طن واحد "Express" إلى "Merkur" ذات الخمسة أطنان. تم استبدالها إلى حد كبير بالمركبات ذات العلامات التجارية بورجوارد، على الرغم من بيع عدد قليل فقط مع علامة «هانزا» خلال عام 1938.

## الإنتاج الأسترالي - لويد هارتنت
تم تجميع 600 سيارة لويد في أستراليا من قبل شركة تم تشكيلها كمشروع مشترك بين Carl Borgward ولورنس هارتنت Hartnett في أواخر الخمسينات. تم تقديم السيارة في ديسمبر 1957 باسم Lloyd-Hartnett وتم بناء ما مجموعه 3000 سيارة قبل توقف الإنتاج في عام 1962.

## روابط خارجية
- سيارات لويد English HomePage
- LOOYD-FREUNDE-IG Deutschland
- لويد وبورجوارد
- تاريخ بورجوارد
- لويد ألكسندر فروا (Ghia Aigle) كوبيه